# Resolució 1093 del Consell de Seguretat de les Nacions Unides
La Resolució 1093 del Consell de Seguretat de les Nacions Unides fou adoptada per unanimitat el 14 de gener de 1997. Després de recordar anteriors resolucions sobre Croàcia incloses les resolucions 779 (1992), 981 (1995), 1025 (1995), 1038 (1996) i 1066 (1996), el Consell va autoritzar la Missió d'Observadors de les Nacions Unides a Prevlaka (UNMOP) a continuar supervisant la desmilitarització a la zona de la península de Prevlaka fins al 15 de juliol de 1997.
El Consell va prendre nota de l'acord entre els presidents de Croàcia i la República Federal de Iugoslàvia (Sèrbia i Montenegro) sobre la desmilitarització de la península i la seva contribució a reduir la tensió a la regió. Hi havia preocupació perquè s'havien produït infraccions a l'àrea de les Nacions Unides, incloses restriccions a la llibertat de circulació que augmentaven la tensió. El 23 d'agost de 1996 ambdues parts van signar un acord sobre la normalització de les relacions diplomàtiques entre ells i s'havien compromès a resoldre pacíficament la disputa.
Es va instar a les parts a implementar plenament un acord sobre la normalització de les seves relacions, que s'abstinguessin de la violència, garantissin la llibertat de circulació als observadors de les Nacions Unides i eliminessin les mines terrestres. Es va demanar al secretari general Kofi Annan que informés al Consell sobre la situació abans del 5 de juliol de 1997 sobre el progrés cap a una solució pacífica de la disputa entre els dos països. Finalment, la Força d'Estabilització, autoritzada a la Resolució 1088 (1996), va ser requerida a cooperar amb la UNMOT.